# Archivio storico delle Cartiere Miliani Fabriano

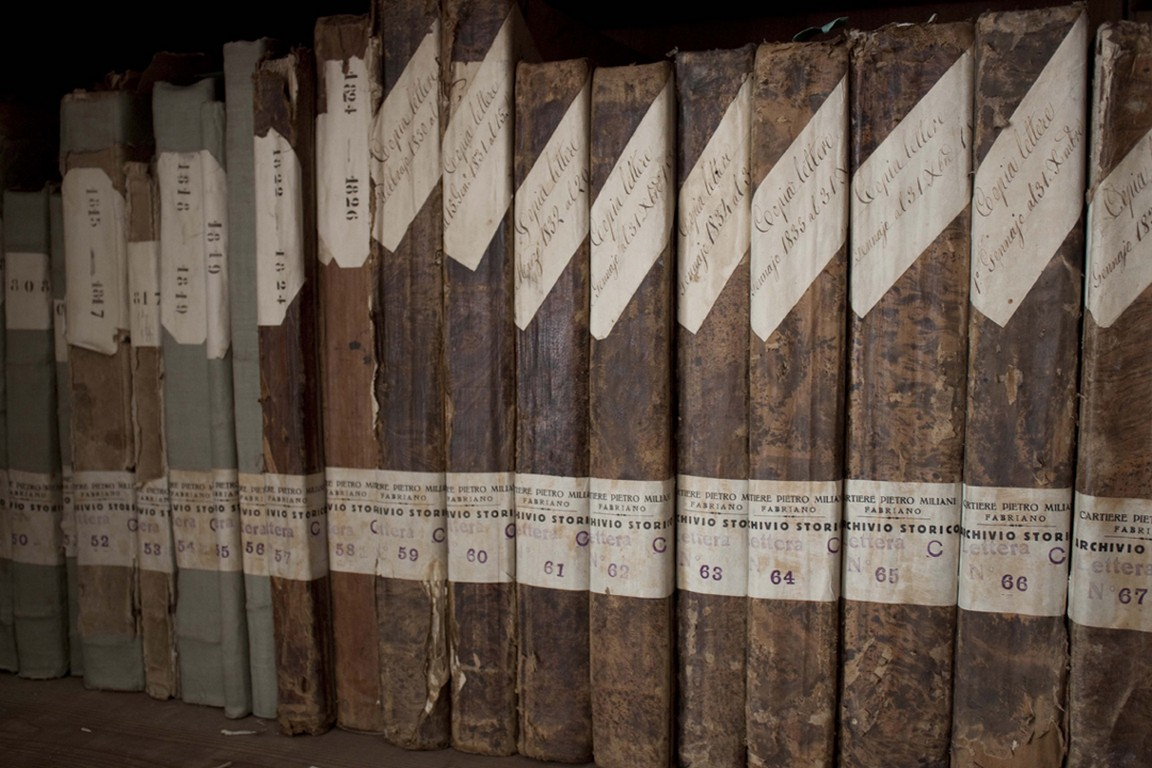
Particolare dei registri copialettere per la corrispondenza in uscita delle Cartiere Miliani Fabriano dal 1782, anno di fondazione delle cartiere fabrianesi ad opera di Pietro Miliani

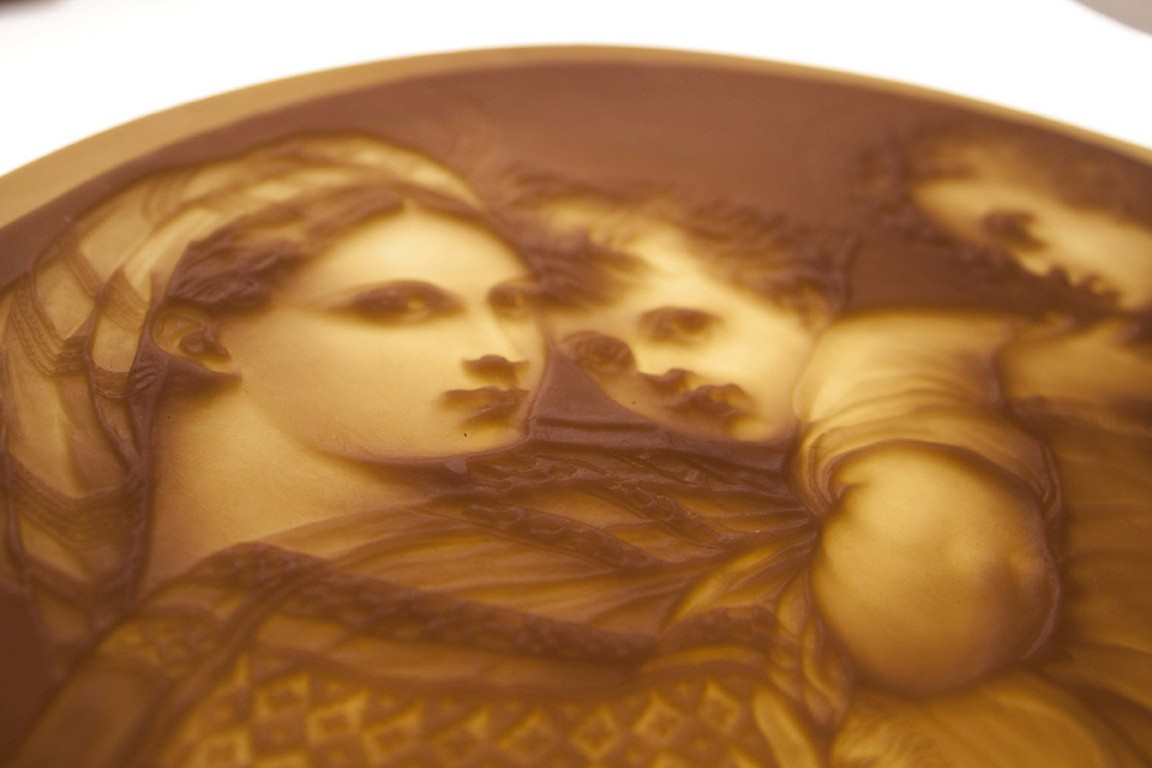
Incisione della cera per realizzare in filigrana l'immagine della "Madonna della seggiola" di Raffaello Sanzio. Dall'originale in cera, per mezzo di un bagno galvanico, vengono ricavati un positivo e un negativo in rame che, a loro volta, servono a trasferire per pressione l'immagine sulla tela metallica della "forma". Anno 1915. Incisore: Serafino Cilotti (1868-1943) di Pioraco

L’Archivio storico delle Cartiere Miliani Fabriano è stato tra i primi archivi d’impresa ad essere dichiarato di notevole interesse storico in Italia. Custodisce oltre 500 metri lineari di beni archivistici e librari databili dal 1782, anno di fondazione delle Cartiere Miliani Fabriano. Dal 2011 il patrimonio è gestito dalla Fondazione Fedrigoni Fabriano.

## Storia
È istituito alla fine degli anni ’20 del Novecento per volontà di Giovanni Battista Miliani, presidente, consigliere delegato e direttore generale della Società Anonima Cartiere Pietro Miliani.
Il 20 luglio 1964, su richiesta del soprintendente archivistico Elio Lodolini, viene riconosciuto di notevole interesse storico con provvedimento vincolistico e la seguente motivazione:
“si tratta dell’archivio della cartiera Miliani, i cui documenti risalgono alla fondazione di essa da parte di Pietro Miliani nella seconda metà del sec. XVIII, e ne illuminano l’attività tecnica ed economica, i problemi seriali relativi ai lavoratori ivi occupati, i rapporti con esponenti del mondo delle lettere, delle arti e della politica, le relazioni commerciali di rilievo internazionale”.
Dal 2011 è sede della Fondazione Fedrigoni Fabriano che ha tra le sue finalità la conservazione, manutenzione e fruizione dell’importante patrimonio materiale presente.

## Patrimonio
- 500 metri lineari di documenti (registri copialettere, registri collaudi, registri degli operai, registri di produzione, libri paga, listini prezzi, corrispondenza, campionari, etc.).
- 1.200 fotografie storiche datate dal 1871 consultabili anche attraverso la sezione dedicata all'interno del sito internet della Fondazione Fedrigoni Fabriano.[2]
- 1.500 carte filigranate appartenenti alla Collezione di Luigi Tosti Duca di Valminuta.
- 3.000 volumi conservati nell’annessa biblioteca, molti dei quali relativi alla storia della carta, alla filigranologia e alle tecniche cartarie.

Nel 2016 è stata acquisita dalla Fondazione Fedrigoni Fabriano la Collezione di Augusto Zonghi, raccolta di 2.212 antiche carte fabrianesi datate dal 1267 al 1798. Nel 1900 fu giudicata “unica al mondo” dalla commissione giudicatrice dell’Esposizione Universale di Parigi.

## Deposito dei Beni Storici Cartari
Situato nell’edificio destinato in passato alla cernita degli stracci, dal 2014 il Deposito dei Beni Storici Cartari custodisce un patrimonio - per quantità unico al mondo - di strumenti e macchinari per la fabbricazione della carta di Fabriano. Il 30 maggio 2018, su richiesta della Fondazione Fedrigoni Fabriano e della proprietà Fedrigoni S.p.A., è stato dichiarato “d’interesse culturale” dal Ministero per i beni e le attività culturali e per il turismo (MIBACT). In oltre 2.000 m2 sono conservati più di 10.000 strumenti per la produzione. Attualmente, sono presenti nel deposito:
- Un impianto di pile idrauliche a magli multipli della fine del secolo XVIII.
- Un torchio a vite datato 1706.
- Un tavolo del “formista” o “modularo”.
- 269 ritagli di antiche tele cilindriche.
- 793 tele cilindriche per la produzione della carta a macchina in tondo.
- 3 tamburi creatori per la produzione della carta a macchina in tondo.
- 20 ballerini per la produzione della carta a macchina continua in piano.
- Oltre 6.000 punzoni in legno, bronzo e rame.
- 2.295 moulds and deckles per la produzione della carta di Fabriano.

In occasione di XIII UNESCO Creative Cities Conference, svoltosi a Fabriano il 10-16 giugno 2019, il Deposito dei Beni Storici Cartari è stato per la prima volta aperto al pubblico in forma straordinaria. Il contributo di un pool di artisti ha infatti permesso la realizzazione del padiglione dedicato alla carta denominato "Fabriano Paper Pavilion".